# الانتخابات الرئاسية الأوكرانية 1991
انتخابات الرئاسة الأوكرانية 1991 هي الانتخابات الرئاسية التي جرت في 1 ديسمبر 1991، لانتخاب قائمة رؤساء أوكرانيا، فاز بالانتخابات ليونيد كرافتشوك.